# Говорушка желобчатая
Под названием «говорушка сероватая» также часто понимается вид Clitocybe cerussata — синоним Clitocybe phyllophila.
Говору́шка жело́бчатая, или серова́тая (лат. Clitocybe vibecina) — вид грибов, включённый в род Говорушка (Clitocybe) семейства Рядовковые (Tricholomataceae).

## Описание
Небольших размеров наземный пластинчатый шляпконожечный гриб без покрывала. Шляпка взрослых грибов 1—5 см в диаметре, у молодых грибов плоско-выпуклая, затем плоская, с возрастом становится вдавленной и воронковидной, ближе к краю часто с просвечивающими пластинками. Поверхность голая до немного клейкой, во влажную погоду сероватая до коричневой, при подсыхании выцветает до беловатой. Пластинки гименофора сравнительно частые, немного нисходящие на ножку, серовато-буроватые, с цельным краем.
Мякоть гигрофанная, серовато-коричневатая, водянистая, с запахом и вкусом прогорклой муки.
Ножка до 2—7 см в длину, около 0,2—0,7 см в толщину, с ватной мякотью, затем полая, цилиндрическая или расширяющаяся книзу, серовато-коричневая, подобно шляпке. У молодых грибов ножка с заметным беловатым налётом, в основании изредка опушённая.
Споровый отпечаток белого цвета. Споры 4,5—7,5×3—4,5 мкм, эллиптической формы, с гладкой поверхностью, не цианофильные, при микроскопировании гербарных образцов в основном одиночные, изредка — по четыре. Базидии четырёхспоровые, 20—31×5—7 мкм. Хейлоцистиды отсутствуют. Кутикула шляпки — кутис или иксокутис, гифы субпараллельные, 2—5 мкм толщиной.
Говорушка желобчатая обычно указывается как съедобный либо несъедобный из-за трудности определения гриб.

### Сходные виды
- Clitocybe metachroa (Fr.) P.Kumm., 1871 отличается отсутствием мучного запаха, более длинной ножкой, более светлыми пластинками и более узкими спорами, при микроскопировании образцов обычно расположенными по четыре.
- Clitocybe ditopa (Fr.) Gillet, 1874 отличается запахом свежей муки, сероватой окраской и никогда не просвечивающими пластинками.
- Clitocybe foetens Melot, 1980 отличается желтовато-коричневой шляпкой с оливковым оттенком, приросшими оливково-охристыми пластинками, произрастает в лиственных лесах на песчаной почве.

## Экология
Появляется обычно довольно большими группами, часто образует «ведьмины кольца». Произрастает на гниющей листве и хвое в лесах, зарослях кустарников, на неплодородных лугах. К определённому типу леса говорушка не приурочена. Широко распространена по Евразии, встречается с сентября до поздней осени.

## Таксономия
Вид Clitocybe vibecina иногда разделяется на несколько более узких видов с размытыми границами. Clitocybe langei иногда используется по отношению к буроватым грибам (тогда Clitocybe vibecina — сероватые).

### Синонимы
- Agaricus vibecinus Fr., 1818basionym
- Clitocybe haasiana Raithelh., 1972
- Clitocybe langei Singer ex Hora, 1960
- Clitocybe vibecina var. floccipes Métrod, 1946, nom. inval.
- Omphalia vibecina (Fr.) Quél., 1886
- Pseudolyophyllum haasianum (Raithelh.) Raithelh., 1979
- Pseudolyophyllum vibecinum (Fr.) Raithelh., 1979